# Кінгстон (Джорджія)
Кінгстон (англ. Kingston) — місто (англ. city) в США, в окрузі Бартоу штату Джорджія. Населення — 722 особи (2020).

## Географія
Кінгстон розташований за координатами 34°13′55″ пн. ш. 84°56′40″ зх. д. / 34.23194° пн. ш. 84.94444° зх. д. (34.231972, -84.944493).  За даними Бюро перепису населення США в 2010 році місто мало площу 3,26 км², уся площа — суходіл.

## Демографія
Згідно з переписом 2010 року, у місті мешкало 637 осіб у 243 домогосподарствах у складі 166 родин. Густота населення становила 195 осіб/км².  Було 293 помешкання (90/км²).
Расовий склад населення:
| - 67,2 % — білих - 29,8 % — чорних або афроамериканців - 0,5 % — азіатів - 0,3 % — корінних американців |

До двох чи більше рас належало 1,7 %. Частка іспаномовних становила 0,6 % від усіх жителів.
За віковим діапазоном населення розподілялося таким чином: 22,8 % — особи молодші 18 років, 61,3 % — особи у віці 18—64 років, 15,9 % — особи у віці 65 років та старші. Медіана віку мешканця становила 41,7 року. На 100 осіб жіночої статі у місті припадало 94,2 чоловіків;  на 100 жінок у віці від 18 років та старших — 92,9 чоловіків також старших 18 років.
Середній дохід на одне домашнє господарство  становив 35 430 доларів США (медіана — 25 278), а середній дохід на одну сім'ю — 42 812 долари (медіана — 29 808). За межею бідності перебувало 44,9 % осіб, у тому числі 61,4 % дітей у віці до 18 років та 23,6 % осіб у віці 65 років та старших.
Цивільне працевлаштоване населення становило 224 особи. Основні галузі зайнятості: виробництво — 30,4 %, освіта, охорона здоров'я та соціальна допомога — 23,7 %, транспорт — 14,7 %, мистецтво, розваги та відпочинок — 9,4 %.